# Шейх-Мунис

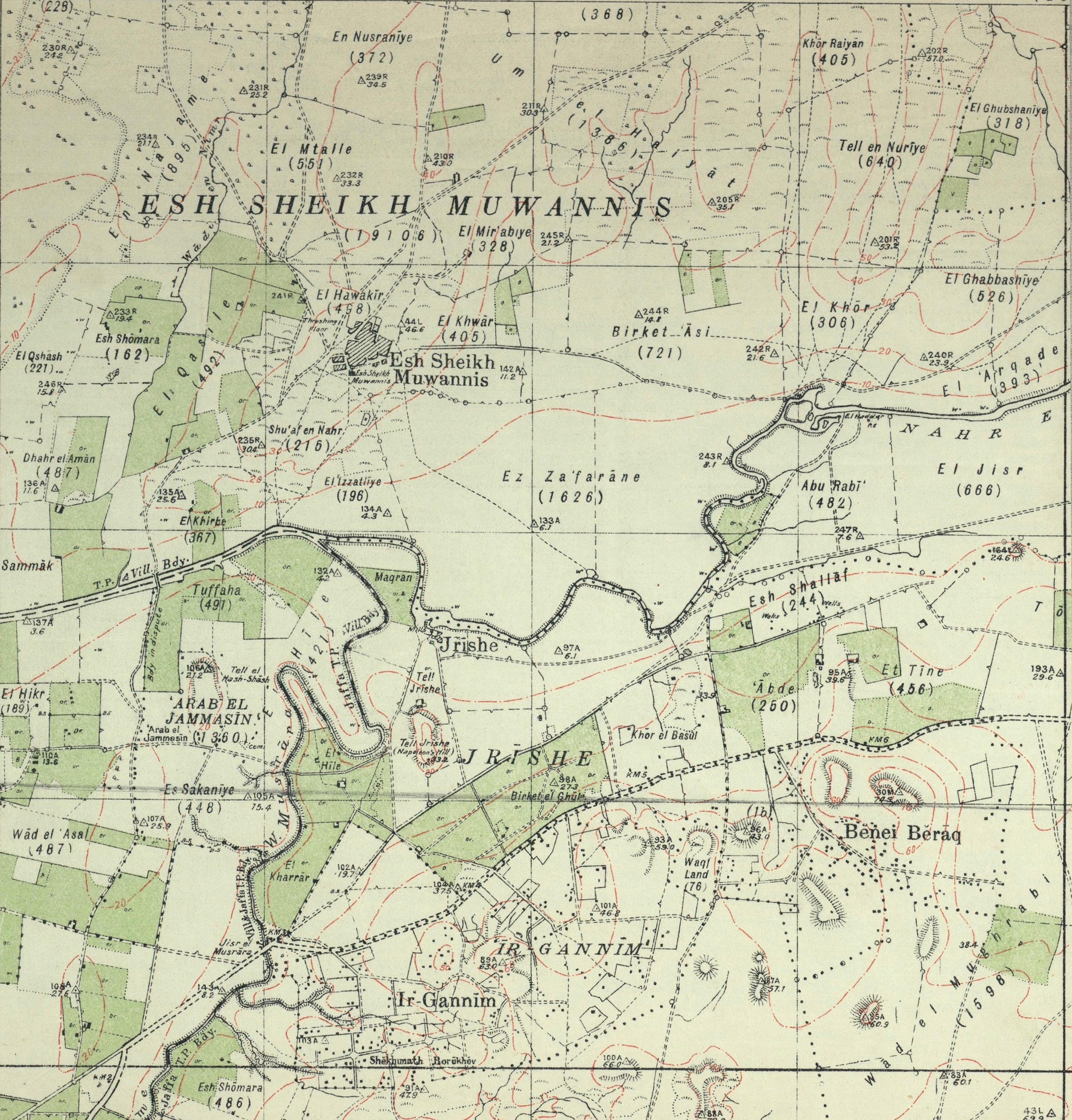
Шейх-Мунис на карте 1932 года. 1:20,000

Шейх-Мунис (араб. الشيخ مونّس‎) — бывшая небольшая палестинско-арабская деревня в районе Яффо в британской подмандатной Палестине; была расположена примерно в 8,5 км от центра города Яффо, на территории, предназначенной для еврейского государства по плану ООН по разделу Палестины.
Деревня, очевидно, существовала на протяжении нескольких столетий, но некоторые жители говорят, прибыли из Египта в период действия британского мандата (1921—1948). Сельское население выросло с 315 в 1879 году до 664 в 1922 году, и утроилось до 2160 в 1948 году. Деревня была покинута в марте 1948 под давлением еврейской милиции, в период арабо-израильской войны 1947—1949. Сегодня Тель-Авивский университет расположен на части территории деревни.